# 上原美佐 (1937年生)
上原 美佐（うえはら みさ、 1937年3月26日 - 2003年）は、日本の女優。福岡県福岡市出身。本名は上原 美佐子（うえはら みさこ）。
同名異人の女優が他に二人いるため（上原美佐 (1954年生)、上原美佐 (1983年生)）、混同しないよう注意が必要。

## 経歴

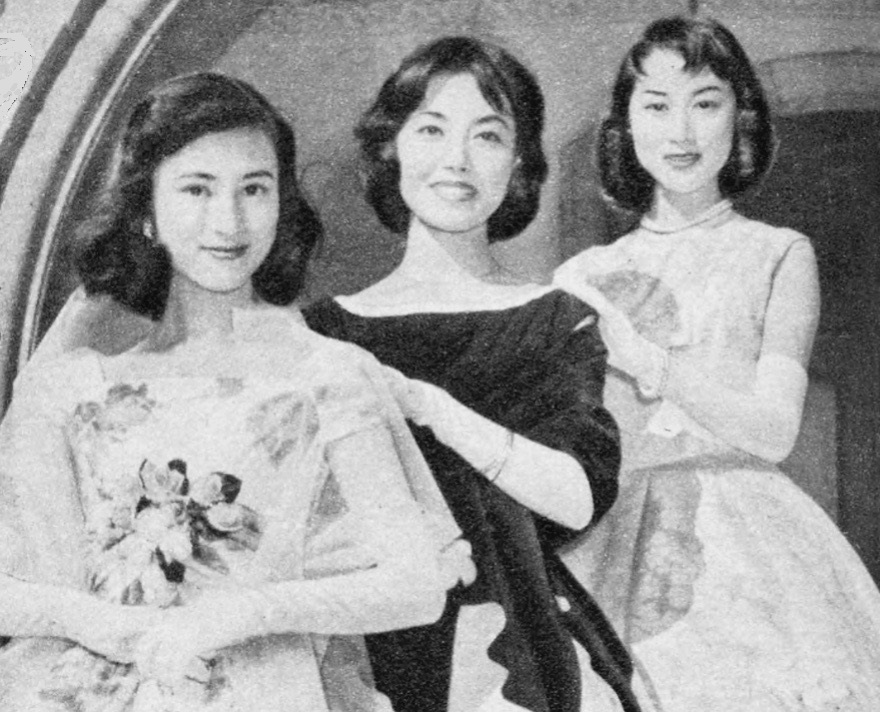
1958年春、東宝は三井美奈、水野久美、上原美佐の3人の新人女優を「スリー・ビューティーズ」として売り出した。左から三井、水野、上原。

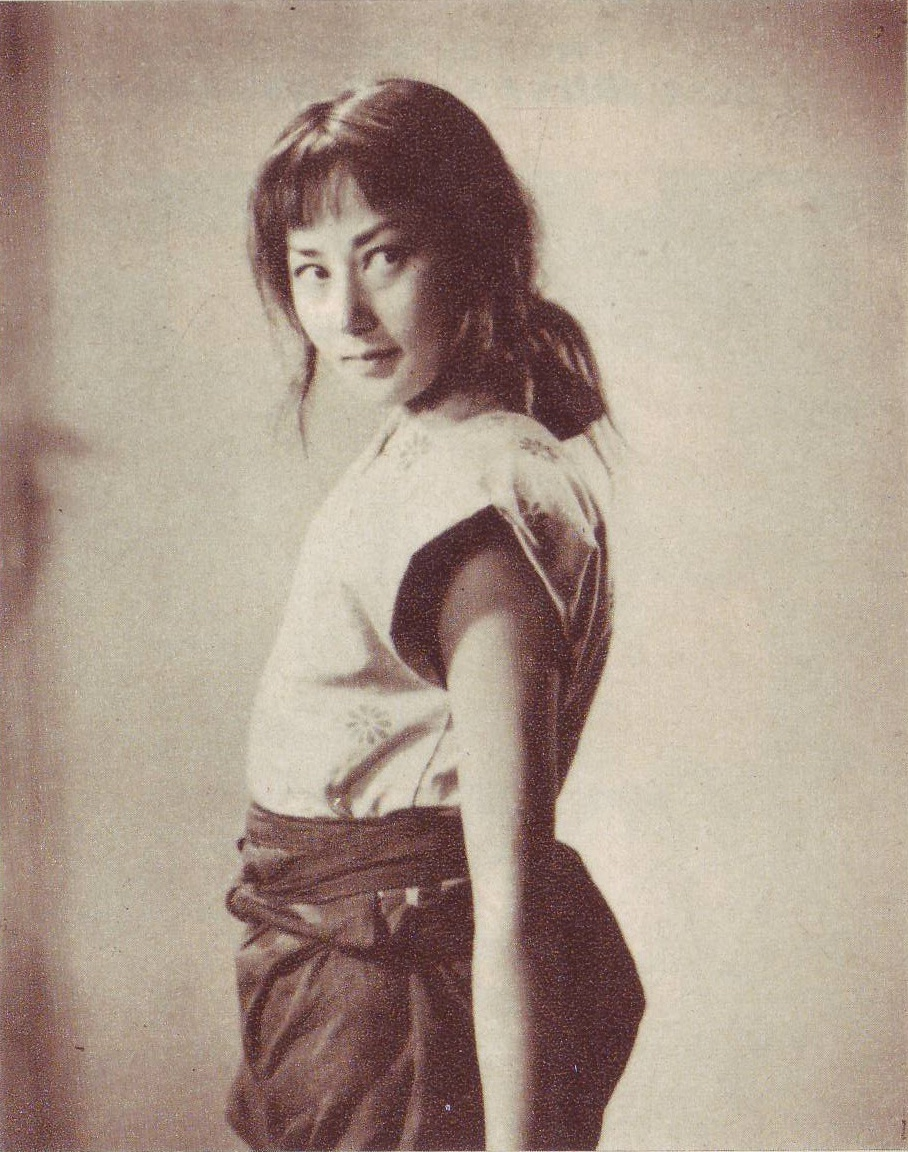
『隠し砦の三悪人』（1958年）のスチル写真

福岡県福岡市生まれ。福岡市立福岡女子高等学校卒業後、文化女子短期大学に進学。在学中に師事した徳川義親のもとを訪れた際に、東宝の社員の目に留まり、黒澤明の新作『隠し砦の三悪人』のヒロイン役に抜擢された。後述する1981年の黒澤・千秋実・藤原釜足とのテレビ対談では、名古屋の東宝系の映画館へ行った際に東宝の社員から声を掛けられた、と本人は語っている。当時、上京の折には徳川の家に泊まり、徳川の行く先々について回ったため「徳川家の孫娘」と噂されたこともあった。黒澤はあくまで上原の「気品と野生の二つの要素がかもしだす異様な雰囲気」を評価したとされる。
1958年春、東宝は上原、『二人だけの橋』（3月5日公開）の久保明の相手役に抜擢された水野久美、『杏っ子』（5月13日公開）でスクリーンデビューを果たす三井美奈の3人を「スリー・ビューティーズ」として売り出した。
同年5月27日、『隠し砦の三悪人』はクランクイン。撮影にあたり、上原は馬術を習い、障害を跳べるまでになった。そのほか、武家の姫らしい身のこなしのために剣道も習った。演技は初めてでまったくの素人だったため、そのつど黒澤が演じてみせ、その通りに従い進めていったという。同年12月28日、『隠し砦の三悪人』公開。
凛とした顔立ちと躍動感溢れる演技で人気を博し、一躍スターとなるが、本人は「私には才能がない。」と2年で引退した。
1981年4月4日、フジテレビ『ゴールデン洋画劇場』において、『隠し砦の三悪人』放送後に黒澤と千秋と藤原と上原の四人が揃って出演して当時を振り返った。この時すでに女優業を引退していた上原は「その後引退。現在2児の母親として主婦業に専念している。」とテロップで紹介されていた。

## 出演作品

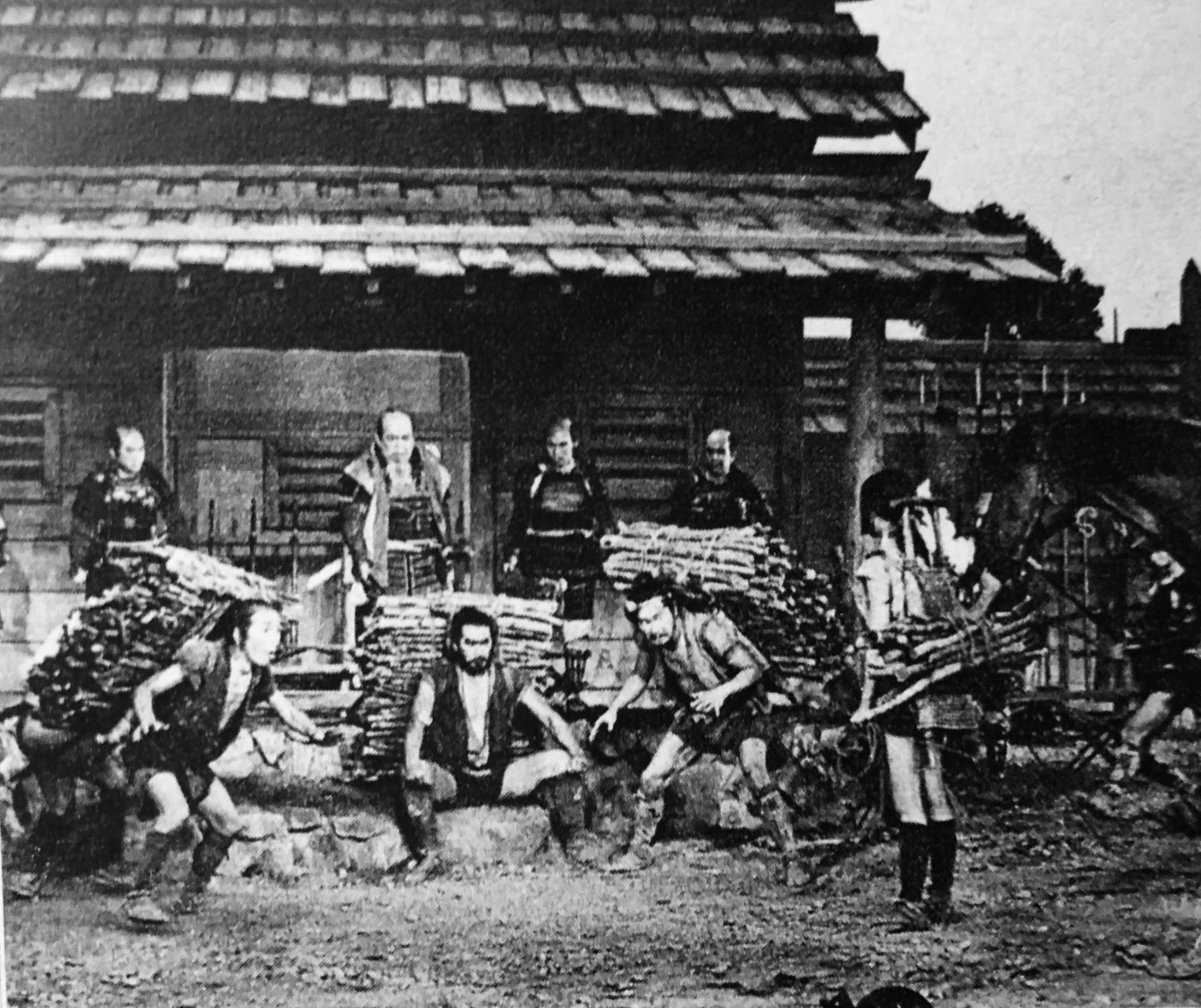
『隠し砦の三悪人』（1958年）

- 隠し砦の三悪人（1958年、東宝） - 雪姫 役
- 大学の28人衆（1959年、東宝） - 多田節子 役
- 戦国群盗伝（1959年、東宝） - 小雪姫 役
- ある日わたしは（1959年、東宝） - 城山ゆり子 役
- 独立愚連隊（1959年、東宝） - 馬賊・ヤン小紅 役
- 日本誕生（1959年、東宝） - 奇稲田姫 役[11]
- 現代サラリーマン　恋愛武士道（1960年、東宝） - 園田節子 役
- ハワイ・ミッドウェイ大海空戦 太平洋の嵐（1960年、東宝） - 啓子 役[11]
- 大学の山賊たち（1960年、東宝） - オシメ 役